# Eliana López
Eliana López (Caracas, Venezuela, 22 de octubre de 1975) es una actriz y modelo venezolana conocida por su papel de Tibisay en Angélica Pecado y Enriqueta en Juana la virgen de RCTV.

## Biografía
Hija de Alfonso López y Elda Urbina nació en la ciudad de Caracas en 1975 comienza su carrera con la Compañía Nacional de Teatro cuando es seleccionada en un proceso de audiciones generales como Julieta en el montaje dirigido por Orlado Arocha, "Romeo y Julieta". A partir de ahí realiza varios montajes teatrales con la Compañía Nacional de Teatro y es seleccionada para protagonizar el largometraje "Caracas Amor a Muerte" dirigido por Gustavo Balza. Su incursión en la TV empieza con la producción de RCTV "Niña Mimada" escrita por Valentina Párraga donde interpreta a "MM".

## Filmografía

### Cine-Televisión
- Nora... (Televen/2014)... Alejandra Toledo
- Complot... (Cinemateca/2014)... Malena de Palacios
- Historias de la urbe... (Cinemateca/2011)... Andreína
- Y los declaro marido y mujer... (RCTV/2006)... Lucrecia
- Atenea y Afrodita... (Teatro/2005)... Atenea
- Amor a palos... (RCTV/2005)... Oriana Ponce de León
- La Invasora... (RCTV/2003)... Sofía Reyes Galié
- Juana, la virgen... (RCTV/2002)... Enriqueta
- La soberana... (RCTV/2001)... Felipa Linares
- Caracas amor o muerte... (RCTV/2000)... Aixa
- Angélica Pecado... (RCTV/2000)... Tibisay
- Carita pintada... (RCTV/1999)... Francoise Pabuena
- El amor de mi vida... (TV Azteca/1998)... Rocío Valdes
- Niña mimada... (RCTV/1998)... Eme Eme "MM"